# MovieWeb
MovieWeb è un sito web di notizie di intrattenimento e un marchio di produzione video. È di proprietà di Valnet Inc., società che gestisce pubblicazioni e siti web tra cui Comic Book Resources, Collider, Screen Rant e XDA Developers.
MovieWeb mantiene anche un database di film consultabile.

## Storia
MovieWeb fu lanciato nel 1995; nel 2012, MovieWeb ha prodotto un video che era una parodia mashup a tema anni '80 della serie The Walking Dead accompagnato dalla musica della serie Genitori in blue jeans che è diventata virale.
In precedenza, MovieWeb era di proprietà di WatchR Media, Inc., una società privata di Las Vegas. Nel 2021, si stima che il sito web MovieWeb abbia avuto 8 milioni di visite uniche al mese di luglio. MovieWeb è di proprietà e gestito dall'editore online Valnet Inc. da settembre 2021 dopo il completamento dell'acquisizione da WatchR.